# Saliou Lassissi
Saliou Lassissi (Abidjan, 15 agosto 1978) è un ex calciatore ivoriano, di ruolo difensore.

## Biografia
In possesso della cittadinanza francese, crebbe a Marcory, quartiere di Abidjan. In carriera, è stato assistito prima dal procuratore Antonio Caliendo, poi da Moreno Roggi. Durante il periodo passato a Firenze, fu protagonista di un incidente automobilistico – si schiantò contro un bidone dell'immondizia – e fu denunciato da una vigilessa per tentata aggressione.

## Caratteristiche tecniche
Era un difensore forte fisicamente – seppur falloso e dal carattere irascibile – ed era in possesso di una discreta tecnica. Ad inizio carriera, fu impiegato anche come centrocampista difensivo.

## Carriera

### Club

#### Gli esordi e l'approdo in Italia
Iniziò la sua carriera come calciatore giocando con la maglia del Rennes, entrando nelle giovanili della squadra nel 1993. Debuttò nella Division 1 in data 16 agosto 1996, quando fu schierato titolare nella vittoria casalinga per 3-1 sul Nizza. In breve tempo, riuscì a guadagnare spazio a discapito dei maggiormente esperti François Denis e Corneliu Papură. A maggio 1997, la Juventus ne annunciò l'ingaggio a parametro zero. Il transfer del calciatore fu però negato, con Luciano Moggi che spiegò che il motivo fosse da ricercare nel fatto che Lassissi avesse firmato due contratti, uno con la formazione torinese e uno con lo stesso Rennes. Per quella che fu giudicata da Moggi come una mancanza di serietà, la Juventus si tirò indietro e Lassissi rimase in Francia per un'ulteriore stagione. Durante quest'annata, fu tormentato da alcuni piccoli infortuni, che gli impedirono di giocare con regolarità.
Si trasferì poi in Italia per giocare nel Parma, con cui esordì in Serie A il 20 settembre 1998 in occasione del pareggio a reti inviolate sul campo del Venezia. Già nell'ottobre dello stesso anno passò alla Sampdoria, con la formula del prestito. Nel mese di novembre, fu espulso dopo aver spinto Gennaro Gattuso, a gioco fermo, nel corso della sfida vinta per 1-0 contro la Salernitana. Fu squalificato per tre partite. Il 14 febbraio 1999 arrivò la sua prima rete in Serie A, nella sfida persa per 3-1 contro la Roma. Fu espulso nuovamente a marzo, nella sfida contro l'Inter, quando l'arbitro punì con il cartellino rosso le reciproche scorrettezze con Nicola Ventola. Fu squalificato per tre partite. Chiuse la stagione con 19 partite e una rete, score che non bastò per far raggiungere la salvezza alla Sampdoria.
Al termine della stagione tornò al Parma con cui giocò il campionato di Serie A 1999-2000, per poi passare alla Fiorentina nel 2000 dove vincerà una Coppa Italia e diventerà il primo calciatore africano della storia del club.

#### Il trasferimento alla Roma e l'infortunio
Nell'estate 2001 fece parte del triplo scambio tra Parma e Roma: Sjarhej Hurėnka, Amedeo Mangone e Paolo Poggi verso la prima, mentre Diego Fuser, Raffaele Longo e lo stesso Lassissi verso la Capitale.
Il centrale ivoriano, al pari degli altri giocatori coinvolti nello scambio, fu valutato 20 miliardi di lire e firmò un triennale con la Roma.
Tuttavia il 7 agosto 2001, in occasione di un'amichevole tra Roma e Boca Juniors, un tackle falloso dell'attaccante argentino Antonio Barijho gli procurò la frattura di tibia e perone sinistro, un incidente che in retrospettiva di fatto ne compromise l'intera carriera anche se inizialmente la diagnosi fu di sei mesi di inattività.
Il 6 settembre, Lassissi ha lasciato la clinica di Villa Stuart – dove era ricoverato – perché, a suo dire, i medici gli somministravano le pillole sbagliate. Secondo la società giallorossa, il calciatore avrebbe agito di sua volontà, senza avvisare il club. Tra le parti, è poi iniziato un contenzioso di natura economica: il giocatore, che non faceva più parte dei piani tecnici della Roma, a novembre 2002 lamentava il mancato pagamento di sei mensilità. La vicenda si è spostata allora in tribunale, dove è stata data ragione a Lassissi. L'ivoriano non ha comunque giocato alcun incontro ufficiale con la maglia giallorossa, rimanendo ai margini della rosa per tutte le tre stagioni in cui è stato sotto contratto con la società capitolina, da cui si è svincolato nell'estate 2004. Gli è stato anche impedito di giocare con la formazione primavera.

#### La parte finale della carriera
A gennaio 2005, senza contratto, si è allenato con i còrsi del Bastia. Nel mese di giugno, ha firmato un contratto con il Nancy, ma ha lasciato il club a gennaio 2006, stanco di giocare soltanto nella squadra riserve. È tornato allora in patria, allo RFC Daoukro, dove è rimasto per un anno e mezzo.
In seguito, ha tentato un'esperienza con gli svizzeri del Bellinzona, militanti nella Challenge League. Secondo l'allora compagno di squadra Andrea Conti, però, Lassissi non si è integrato nel gruppo e, dopo una prestazione negativa, non è stato più schierato in campo dal tecnico Vladimir Petković. Dopo aver rescisso il contratto, si è accordato con i francesi dell'Entente SSG.
Nel 2010, ha scelto di tornare in campo con il Sokół Skromnica, formazione amatoriale polacca.

### Nazionale
Lassissi conta 8 presenze per la Costa d'Avorio, tutte collezionate tra il 1998 ed il 1999. Ha anche partecipato alla Coppa d'Africa 1998. A gennaio 2000, mentre era in ritiro in Guinea con la Nazionale ivoriana, ha spaccato il labbro del compagno Blaise Kouassi con una testata, a causa di un passaggio sbagliato. In seguito all'accaduto, ha insultato il commissario tecnico Martin Gbonké Tia, che ha scelto così di allontanarlo dalla rosa dei convocati. Tornato così ad Abidjan, è stato trattenuto dalla polizia militare locale, per essere interrogato e poi obbligato a seguire un corso di "istruzione civica", al termine del quale ha dovuto fare le proprie scuse al Paese, in diretta televisiva.

## Statistiche

### Presenze e reti nei club
Aggiornato al 15 aprile 2013.
| Stagione               | Club                   | Campionato             | Campionato | Campionato | Coppe nazionali | Coppe nazionali | Coppe nazionali | Coppe continentali | Coppe continentali | Coppe continentali | Supercoppe | Supercoppe | Supercoppe | Totale | Totale |
| Stagione               | Club                   | Comp                   | Pres       | Reti       | Comp            | Pres            | Reti            | Comp               | Pres               | Reti               | Comp       | Pres       | Reti       | Pres   | Reti   |
| ---------------------- | ---------------------- | ---------------------- | ---------- | ---------- | --------------- | --------------- | --------------- | ------------------ | ------------------ | ------------------ | ---------- | ---------- | ---------- | ------ | ------ |
| 1996-1997              | Rennes                 | D1                     | 21         | 0          | CF+CdL          | ?+3             | ?+1             | CI                 | 2                  | ?                  | -          | -          | -          | ?      | ?      |
| 1997-1998              | Rennes                 | D1                     | 7          | 0          | CF+CdL          | ?+1             | ?+0             | -                  | -                  | -                  | -          | -          | -          | ?      | ?      |
| Totale Rennes          | Totale Rennes          | Totale Rennes          | 28         | 0          |                 | ?               | ?               |                    | 2                  | ?                  |            | -          | -          | ?      | ?      |
| ago.-ott. 1998         | Parma                  | A                      | 1          | 0          | CI              | ?               | ?               | CU                 | ?                  | ?                  | -          | -          | -          | ?      | ?      |
| ott. 1998-1999         | Sampdoria              | A                      | 19         | 1          | CI              | ?               | ?               | -                  | -                  | -                  | -          | -          | -          | ?      | ?      |
| 1999-2000              | Parma                  | A                      | 14         | 0          | CI              | ?               | ?               | UCL+CU             | ?                  | ?                  | SI         | 1          | 0          | ?      | ?      |
| Totale Parma           | Totale Parma           | Totale Parma           | 15         | 0          |                 | ?               | ?               |                    | ?                  | ?                  |            | 1          | 0          | ?      | ?      |
| 2000-2001              | Fiorentina             | A                      | 14         | 1          | CI              | 3               | 0               | CU                 | 1                  | 0                  | -          | -          | -          | 18     | 1      |
| 2001-2002              | Roma                   | A                      | 0          | 0          | CI              | 0               | 0               | UCL                | 0                  | 0                  | SI         | 0          | 0          | 0      | 0      |
| 2002-2003              | Roma                   | A                      | 0          | 0          | CI              | 0               | 0               | UCL                | 0                  | 0                  | -          | -          | -          | 0      | 0      |
| 2003-2004              | Roma                   | A                      | 0          | 0          | CI              | 0               | 0               | CU                 | 0                  | 0                  | -          | -          | -          | 0      | 0      |
| Totale Roma            | Totale Roma            | Totale Roma            | 0          | 0          |                 | 0               | 0               |                    | 0                  | 0                  |            | 0          | 0          | 0      | 0      |
| 2005-2006              | Nancy                  | L1                     | 0          | 0          | CF+CdL          | 0               | 0               | -                  | -                  | -                  | -          | -          | -          | 0      | 0      |
| 2006                   | RFC Daoukro            | L3                     | ?          | ?          | CCI             | ?               | ?               | -                  | -                  | -                  | -          | -          | -          | ?      | ?      |
| 2007                   | RFC Daoukro            | L3                     | ?          | ?          | CCI             | ?               | ?               | -                  | -                  | -                  | -          | -          | -          | ?      | ?      |
| Totale RFC Daoukro     | Totale RFC Daoukro     | Totale RFC Daoukro     | ?          | ?          |                 | ?               | ?               |                    | -                  | -                  |            | -          | -          | ?      | ?      |
| giu.-set. 2007         | Bellinzona             | CL                     | 3          | 0          | CS              | ?               | ?               | -                  | -                  | -                  | -          | -          | -          | ?      | ?      |
| set. 2007-2008         | Entente SSG            | CL                     | 14         | 2          | CF+CdL          | ?               | ?               | -                  | -                  | -                  | -          | -          | -          | ?      | ?      |
| 2010-2011              | Sokół Skromnica        | 3L                     | ?          | ?          | PP              | ?               | ?               | -                  | -                  | -                  | -          | -          | -          | ?      | ?      |
| 2011-2012              | Sokół Skromnica        | 3L                     | ?          | ?          | PP              | ?               | ?               | -                  | -                  | -                  | -          | -          | -          | ?      | ?      |
| Totale Sokół Skromnica | Totale Sokół Skromnica | Totale Sokół Skromnica | ?          | ?          |                 | ?               | ?               |                    | -                  | -                  |            | -          | -          | ?      | ?      |
| Totale                 | Totale                 | Totale                 | ?          | ?          |                 | ?               | ?               |                    | ?                  | ?                  |            | ?          | ?          | ?      | ?      |

### Cronologia presenze e reti in nazionale
| Cronologia completa delle presenze e delle reti in nazionale ― Costa d'Avorio | Cronologia completa delle presenze e delle reti in nazionale ― Costa d'Avorio | Cronologia completa delle presenze e delle reti in nazionale ― Costa d'Avorio | Cronologia completa delle presenze e delle reti in nazionale ― Costa d'Avorio | Cronologia completa delle presenze e delle reti in nazionale ― Costa d'Avorio | Cronologia completa delle presenze e delle reti in nazionale ― Costa d'Avorio | Cronologia completa delle presenze e delle reti in nazionale ― Costa d'Avorio | Cronologia completa delle presenze e delle reti in nazionale ― Costa d'Avorio |
| Data                                                                          | Città                                                                         | In casa                                                                       | Risultato                                                                     | Ospiti                                                                        | Competizione                                                                  | Reti                                                                          | Note                                                                          |
| ----------------------------------------------------------------------------- | ----------------------------------------------------------------------------- | ----------------------------------------------------------------------------- | ----------------------------------------------------------------------------- | ----------------------------------------------------------------------------- | ----------------------------------------------------------------------------- | ----------------------------------------------------------------------------- | ----------------------------------------------------------------------------- |
| 29-1-1998                                                                     | Bouaké                                                                        | Costa d'Avorio                                                                | 4 – 1                                                                         | Mozambico                                                                     | Amichevole                                                                    | -                                                                             |                                                                               |
| 1-2-1998                                                                      | Bouaké                                                                        | Costa d'Avorio                                                                | 1 – 0                                                                         | Camerun                                                                       | Amichevole                                                                    | -                                                                             |                                                                               |
| 8-2-1998                                                                      | Bobo-Dioulasso                                                                | Costa d'Avorio                                                                | 4 – 3                                                                         | Namibia                                                                       | Coppa d'Africa 1998 - 1º turno                                                | -                                                                             |                                                                               |
| 11-2-1998                                                                     | Bobo-Dioulasso                                                                | Costa d'Avorio                                                                | 1 – 1                                                                         | Sudafrica                                                                     | Coppa d'Africa 1998 - 1º turno                                                | -                                                                             |                                                                               |
| 16-2-1998                                                                     | Ouagadougou                                                                   | Angola                                                                        | 2 – 5                                                                         | Costa d'Avorio                                                                | Coppa d'Africa 1998 - 1º turno                                                | -                                                                             |                                                                               |
| 21-2-1998                                                                     | Ouagadougou                                                                   | Costa d'Avorio                                                                | 0 – 0 dts (4 – 5 dtr)                                                         | Egitto                                                                        | Coppa d'Africa 1998 - Quarti di finale                                        | -                                                                             | 76’ 87’                                                                       |
| 4-10-1998                                                                     | Bamako                                                                        | Mali                                                                          | 0 – 1                                                                         | Costa d'Avorio                                                                | Qual. Coppa d'Africa 2000                                                     | -                                                                             | 70’                                                                           |
| 28-2-1999                                                                     | Pointe-Noire                                                                  | Rep. del Congo                                                                | 1 – 0                                                                         | Costa d'Avorio                                                                | Qual. Coppa d'Africa 2000                                                     | -                                                                             | 59’ 88’                                                                       |
| Totale                                                                        |                                                                               | Presenze                                                                      | 8                                                                             |                                                                               | Reti                                                                          | 0                                                                             |                                                                               |

## Palmarès

### Club

#### Competizioni nazionali
- Supercoppa italiana: 2

Parma: 1999
Roma: 2001
- Coppa Italia: 1

Fiorentina: 2000-2001